# 2014-es magyar labdarúgó-ligakupa-döntő
A 2014-es magyar labdarúgó-ligakupa-döntő a sorozat hetedik döntője volt. A finálét a Diósgyőri VTK és a Videoton csapatai játszották. A találkozóra 2014. május 13-án, a miskolci DVTK-stadionban került sor.

## Előzmények
Az egyik részt vevő a miskolci Diósgyőri VTK csapata, amely korábban még sosem szerepelt a ligakupa döntőjében.
A döntő másik résztvevője a székesfehérvári Videoton FC, amely története során már ötször szerepelt a döntőben és ebből háromszor el is hódította a ligakupa-trófeát. 2008-ban, a kupa első kiírása során a Debreceni VSC, 2009-ben a Pécsi MFC, illetve 2012-ben a Kecskeméti TE ellenében.

## A döntő helyszíne

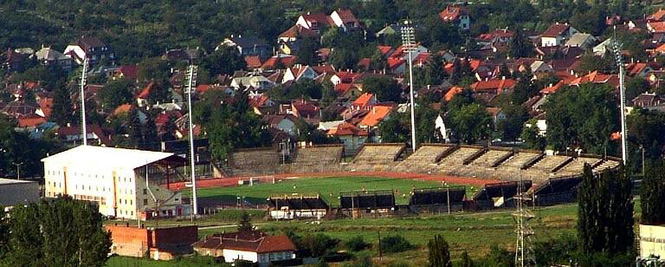
A DVTK-stadion.

A Magyar Labdarúgó-szövetség, a 2012-es és 2013-as döntőhöz hasonlóan, ezúttal is sorsolás útján döntötte el, hogy melyik részt vevő csapat stadionjában rendezzék meg a finálét. A sorsolás a diósgyőrieknek kedvezett, így a találkozónak a DVTK-stadion adhatott otthont.